# Адміністративний устрій Новомосковського району
Адміністративний устрій Новомосковського району — адміністративно-територіальний поділ Новомосковського району Дніпропетровської області на 1 міську раду, 4 селищні ради та 14 сільських рад, які об'єднують 58 населених пунктів та підпорядковані Криворізькій районній раді. Адміністративний центр — місто Новомосковськ, яке має статус міста обласного значення, тому не входить до складу района.

## Список радНовомосковського району
| №  | Назва                          | Центр             | Населені пункти                                                                          | Площа км² | Місце за площею | Населення (2001), чол. | Місце за населенням |
| -- | ------------------------------ | ----------------- | ---------------------------------------------------------------------------------------- | --------- | --------------- | ---------------------- | ------------------- |
| 1  | Перещепинська міська рада      | м. Перещепине     | м. Перещепине с. Козирщина с. Малокозирщина с. Олександрія с. Свічанівка с-ще Вишневе    |           |                 |                        |                     |
| 2  | Гвардійська селищна рада       | смт Гвардійське   | смт Гвардійське                                                                          |           |                 |                        |                     |
| 3  | Губиниська селищна рада        | смт Губиниха      | смт Губиниха с. Євецько-Миколаївка                                                       |           |                 |                        |                     |
| 4  | Меліоративнівська селищна рада | смт Меліоративне  | смт Меліоративне                                                                         |           |                 |                        |                     |
| 5  | Черкаська селищна рада         | смт Черкаське     | смт Черкаське                                                                            |           |                 |                        |                     |
| 6  | Багатська сільська рада        | c. Багате         | c. Багате с. Панасівка с. Рівне                                                          |           |                 |                        |                     |
| 7  | Василівська сільська рада      | c. Василівка      | c. Василівка с. Андріївка с. Всесвятське                                                 |           |                 |                        |                     |
| 8  | Вільненська сільська рада      | c. Вільне         | c. Вільне с. Хащеве                                                                      |           |                 |                        |                     |
| 9  | Голубівська сільська рада      | c. Голубівка      | c. Голубівка с-ще Миролюбівка с. Воскресенівка с-ще Кільчень с. Троїцьке                 |           |                 |                        |                     |
| 10 | Знаменівська сільська рада     | c. Знаменівка     | c. Знаменівка с. Новотроїцьке с. Підпільне                                               |           |                 |                        |                     |
| 11 | Керносівська сільська рада     | c. Керносівка     | c. Керносівка с. Ганнівка с. Орілька                                                     |           |                 |                        |                     |
| 12 | Мар'янівська сільська рада     | c. Мар'янівка     | c. Мар'янівка с-ще Мирне с. Новоскотувате с. Скотувате                                   |           |                 |                        |                     |
| 13 | Миколаївська сільська рада     | c. Миколаївка     | c. Миколаївка с. Дніпрельстан с. Королівка с. Нове                                       |           |                 |                        |                     |
| 14 | Михайлівська сільська рада     | c. Михайлівка     | c. Михайлівка с. Левенцівка                                                              |           |                 |                        |                     |
| 15 | Новостепанівська сільська рада | c. Новостепанівка | c. Новостепанівка с. Варварівка с. Герасимівка с. Гнатівка с. Івано-Михайлівка с. Веселе |           |                 |                        |                     |
| 16 | Орлівщинська сільська рада     | c. Орлівщина      | c. Орлівщина                                                                             |           |                 |                        |                     |
| 17 | Піщанська сільська рада        | c. Піщанка        | c. Піщанка с. Новоселівка с. Соколове с. Ягідне                                          |           |                 |                        |                     |
| 18 | Попасненська сільська рада     | c. Попасне        | c. Попасне с. Надеждівка с. Привільне с. Тарасове                                        |           |                 |                        |                     |
| 19 | Спаська сільська рада          | c. Спаське        | c. Спаське с. Дмитрівка с. Хуторо-Губиниха                                               |           |                 |                        |                     |